# BNB코리아
BNB코리아(영어: Beauty & Balance Korea)는 대한민국의 화장품 ODM기업이다.

## 역사
2015년에 사모펀드인 SKS PE와 워터브릿지파트너스가 설립한 특수목적법인(SPC) '더블유에스뷰티'가 1290억원에 BNB코리아 지분 100%를 인수하였다.
2024년 하이트진로 계열사인 서영이앤티가 지분 100%를 인수하였다.
2025년, 상장을 준비중이다.